# 莲花寺站
莲花寺站位于中国陕西省渭南市华州区莲花寺镇，于1958年启用，为西安铁路局管辖的陇海铁路上四等站。莲花寺站东距连云港站991公里，西距兰州站768公里。